# Hyliota australis
L'iliota meridionale (Hyliota australis Shelley, 1882) è un uccello passeriforme  della famiglia Hyliotidae.

## Etimologia
Il nome scientifico della specie, australis, significa appunto "meridionale", in riferimento all'areale occupato dalla specie: il nome comune è la traduzione di quello scientifico.

## Descrizione

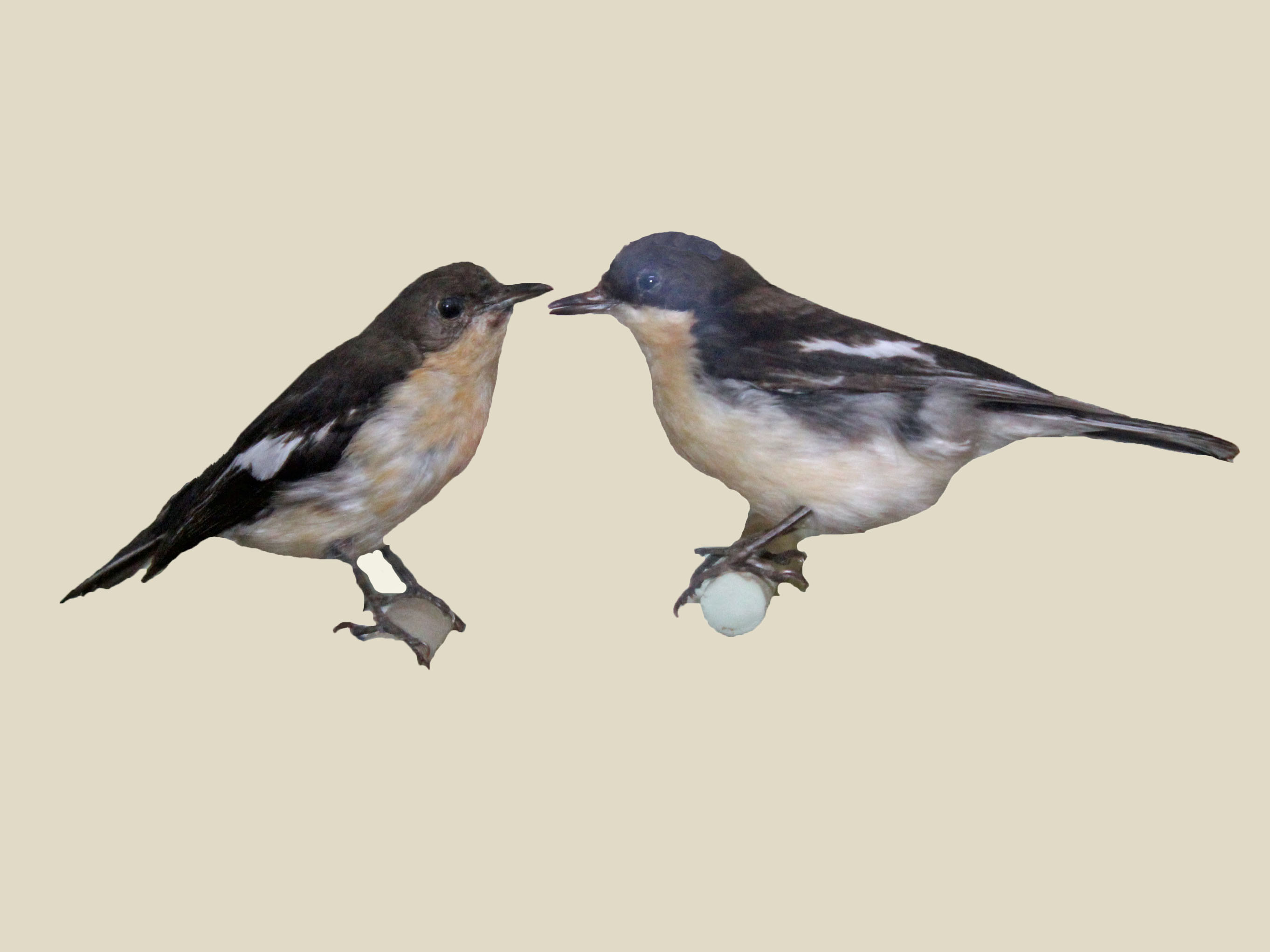
Coppia (femmina a sinistra) di esemplari impagliati.

### Dimensioni
Misura 11,5–13 cm di lunghezza, per 9,5-12 g di peso.

### Aspetto
Si tratta di uccelli dall'aspetto paffuto e arrotondato, muniti di testa grossa e larga che sembra innestarsi direttamente nel tronco, becco sottile e conico, ali arrotondate, zampe forti e allungate e coda squadrata.
Il piumaggio è di colore nero lucido su fronte, vertice, nuca, dorso, ali (queste ultime con copritrici di colore bianco) e coda, mentre il codione è di colore grigio ardesia e gola, petto, ventre, fianchi e sottocoda sono di colore bianco-grigiastro, con sfumature di color rosso mattone sul petto e sulla gola, che divengono beige-aranciato su ventre e fianchi.

Il dimorfismo sessuale è presente, con femmine dalla colorazione dorsale maggiormente tendente al bruno-nerastro.
In ambedue i sessi il becco e le zampe sono di colore nerastro, mentre gli occhi sono di colore bruno scuro.

## Biologia
Si tratta di uccelli dalle abitudini di vita essenzialmente diurne, che vivono da soli o al più in coppie, muovendosi perlopiù nella canopia e spesso aggregandosi a stormi misti con altre specie e tenendosi in contatto fra loro mediante sporadici richiami corti e pigolanti.

### Alimentazione
La dieta di questi uccelli è principalmente insettivora, componendosi di piccoli insetti ed altri invertebrati reperiti fra il fogliame.

### Riproduzione
La stagione degli amori va da luglio ad ottobre nel nord dell'areale e da agosto a gennaio nel sud: si tratta di uccelli rigidamente monogami, che durante la stagione degli amori divengono territoriali.
Le femmine costruiscono da sole il nido (un'alta coppa di rametti e fibre vegetali intrecciate) e covano da sole le uova, mentre i maschi imbeccano la compagna durante le operazioni di cova e partecipano nell'allevamento della prole. I nidiacei, ciechi ed implumi alla schiusa, s'involano attorno alle tre settimane di vita e si rendono indipendenti a circa un mese e mezzo dalla schiusa.

## Distribuzione e habitat
La specie è diffusa in un areale che comprende l'Angola centrale e orientale, il Katanga, lo Zambia, lo Zimbabwe, il Malawi ed i confini meridionali del Mozambico: popolazioni isolate di questi uccelli si trovano anche nel parco nazionale Kruger, fra i laghi Edoardo ed Alberto e nell'ovest dell'Uganda, ed un singolo avvistamento è stato effettuato anche in Camerun occidentale.
L'habitat di questi uccelli è rappresentato dalla savana alberata e dal miombo a prevalenza di Brachystegia.

## Tassonomia
Se ne riconoscono tre sottospecie:
- Hyliota australis australis Shelley, 1882 - la sottospecie nominale, diffusa nel sud dell'areale occupato dalla specie, dallo Zimbabwe al Sudafrica;
- Hyliota australis inornata Vincent, 1933 - diffusa nella porzione centrale dell'areale occupato dalla specie, dall'Angola al nord-ovest del Mozambico;
- Hyliota australis slatini Sassi, 1915 - diffusa nel nord dell'areale occupato dalla specie;

Alcuni autori riconoscerebbero inoltre la sottospecie pallidipectus di Angola, Katanga e Zambia, generalmente sinonimizzata con inornata, mentre altri eleverebbero la sottospecie slatini al rango di specie a sé stante in virtù di differenze a livello di richiami e di habitat colonizzato.